# 미국 노예제 폐지협회

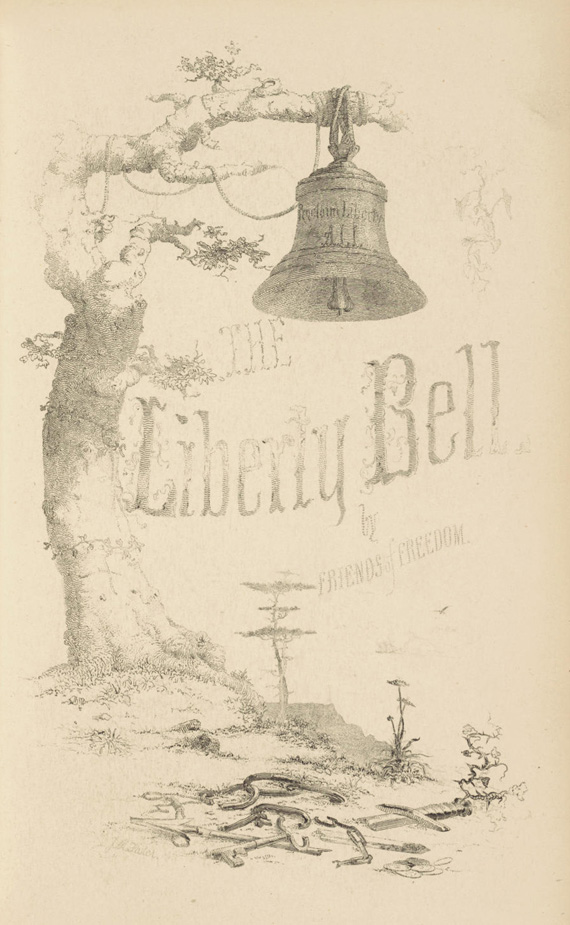
자유의 종. 보스턴: 미국 노예제 폐지 협회, 1856년. 희귀 원고 컬렉션 부서. 코넬 대학교 칼 A. 크로치 도서관.

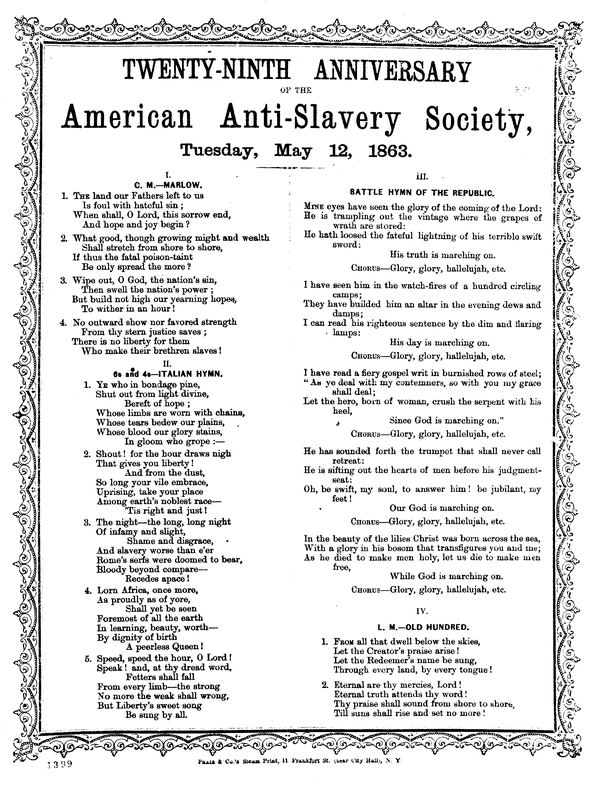
노예제 폐지 협회 창립 29주년 기념 프로그램

미국 노예제 폐지 협회 (merican Anti-Slavery Society, AASS)는 미국의 노예제 폐지론 협회였다. AASS는 무효화 위기와 미국식민협회와 같은 기존의 노예제 폐지 단체의 실패에 대한 대응으로 1833년에 결성되었다. AASS는 1870년에 공식적으로 해체되었다.
AASS는 윌리엄 로이드 개리슨과 아서 태펀이 설립했다. 탈출한 노예인 프레더릭 더글러스는 저명한 노예 폐지론자가 되었고, AASS의 주요 지도자로서 종종 회의에서 연설했다. 또한 해방 노예인 윌리엄 웰스 브라운도 종종 회의에서 연설했다. 1838년까지 AASS는 1,346개의 지역 지부를 가지고 있었다. 1840년에 AASS는 약 200,000명의 회원을 보유하고 있다고 주장했다.
주요 회원으로는 수전 B. 앤서니, 엘리자베스 케이디 스탠턴, 시어도어 드와이트 웰드, 루이스 태펀, 제임스 G. 버니, 리디아 마리아 차일드, 마리아 웨스턴 채프먼, 네이선 로드, 어거스틴 클라크, 새뮤얼 코니시, 조지 T. 다우닝, 제임스 포튼, 애비 켈리 포스터, 스티븐 시먼즈 포스터, 헨리 하이랜드 가넷, 베리아 그린, 루크리셔 모트, 웬델 필립스, 로버트 퍼비스, 찰스 레녹스 레몬드, 사라 파커 레몬드, 루시 스톤, 존 그린리프 휘티어 등이 있었다.

## 역사

### 배경
1820년대에 미주리 타협을 둘러싼 논쟁은 상당히 잠잠해졌지만, 그 10년 말에 일련의 사건들로 인해 다시 활성화되었다. 1829년과 1831년에 버지니아 주 의회에서 노예제 폐지에 대한 심각한 논쟁이 벌어졌다. (참고: 토마스 로더릭 듀#듀와 노예제.) 북부에서는 노예를 해방하고 그들을 아프리카로 "재정착"시키는 가능성에 대한 논의가 시작되었다 (이 제안은 미국식민협회의 후원 하에 라이베리아 건국으로 이어졌다).
1829년 데이비드 워커의 "유색인 시민들에게 보내는 호소"가 출판되고, 1831년 냇 터너의 노예 반란이 일어나고, 같은 해 앤드루 잭슨이 무효화 위기를 처리하면서 긴장은 고조되었다. 루이 루샤메에 따르면
터너의 반란은 1776년부터 1860년 사이에 일어난 약 200건의 노예 봉기 중 하나에 불과했지만, 가장 유혈이 낭자한 봉기 중 하나였고, 따라서 많은 백인 남부인들의 마음에 공포를 심어주었다. 냇 터너와 70명 이상의 노예 및 자유 흑인들이 1831년 8월 사우샘프턴군에서 자발적으로 반란을 일으켰다. 그들은 농장에서 농장으로 이동하며 가는 길에 백인들을 무차별적으로 살해하고 추가 노예들을 규합했다. 민병대가 반란을 진압할 때까지 80명 이상의 노예들이 반란에 가담했고, 60명의 백인들이 사망했다. 이 봉기는 일부 남부인들로 하여금 노예제 폐지를 고려하게 만들었지만, 모든 남부 주에서의 반응은 노예 행동을 규제하는 법률을 강화하는 것이었다.
같은 해, 사우스캐롤라이나주가 연방 관세에 반대하여 주 의회가 해당 법률이 주 내에서 무효임을 선언했고, 주 지도자들은 민병대를 사용하여 연방 관세청 요원들이 세금을 징수하는 것을 막겠다고 말했다. 앤드루 잭슨 대통령은 주권 주장을 일축하고 연방 법률을 집행하기 위해 군대를 사용하겠다고 위협했다. 잭슨의 단호한 태도에 직면하여 주는 물러섰지만, 이 사건은 남부 전역에 의회가 노예제도를 건드리는 것은 시간 문제라는 두려움을 불러일으켰다. 1833년 루이지애나주에서 미국 노예제 폐지 협회가 설립되면서 남부의 불안은 더욱 커졌다.
1816년부터 미국식민협회는 제임스 매디슨이 그의 생애 마지막 3년(1836년까지) 동안 회장으로 재직하면서 초기 노예제 폐지 활동의 중심지가 되었다. 1789년에 매디슨은 흑인과 백인이 사회에서 함께 통합될 수 없다는 자신의 믿음을 표현하고 분리 정책을 제안했다. 매디슨은 통합(당시에는 "혼혈"이라고 불림)이 불가능하다고 주장했는데, 그 이유는 전 노예와 전 노예주 사이에 항상 억압, 증오, 적대감이 존재할 것이기 때문이었다. 그는 또한 소위 "해방 노예를 위한 아프리카 식민지에 대한 각서"에서 "해방 노예는 노예의 악덕과 습관을 유지했다"고 주장했다. 그는 전 노예들을 아프리카 서해안으로 "재정착"시키는 것을 옹호했으며, 그곳에서 협회는 토지를 취득하고 나중에 라이베리아가 된 곳을 설립했다.
ACS의 식민화 사상은 연방 의회에 제안된 즉각적인 노예 폐지 법안에 대한 매디슨의 관점과 일치했다. 1791년에 매디슨은 자신의 경험상 그러한 제안이 "선보다는 해를 초래한다"고 언급했다. 제2차 연방 의회 기간 동안 매디슨은 노예 해방자인 로버트 플레전츠와 서신을 주고받으며, 미국 수정 헌법 제1조에 기반한 버지니아 주 민병대에 대한 양심적 종교적 반대에 대한 상호 지지를 확인했다. 이 서신은 매디슨이 버지니아 반연방주의자들이 개별 및 주 차원의 민병대 조직 "권리"에 대한 요구에 완전히 굴복했다는 주장을 반박했는데, 이는 나중에 미국 수정 헌법 제2조가 되었다. 이 수정안의 범위는 매디슨이 버지니아 비준 협약에서 주 경찰 권한에 대한 반연방주의자 지지자들을 완화하려는 시도에서 비롯된 노예 순찰대를 잠재적으로 포함했다. 그러한 제2차 수정안의 "원래 의도"를 확립하려는 학문적 시도는 기껏해야 "정황" 증거 때문에 강력히 비판받았다. 또 다른 주요 우려는 추가적인 의도와 고려 사항, 특히 하원에서 매디슨이 아닌 연방 상원 의원들에 의한 제2차 수정안 의미론의 최종화를 무시한다는 점이다. 2024년 9월 현재, 노예 제도 정치와 총기 규제에 대한 한 역사학자에 따르면, "노예 제도, 무기, 헌법주의 및 나머지 정치 문화를 다룰 수 있는 포괄적인 처리가 여전히 필요하다."
플레전츠와의 서신을 검토하면서, 나중에 ACS 회원들은 즉각적인 노예 폐지 제안이 의회의 장기적인 논쟁으로 이어질 수 있다는 매디슨의 경고를 heed했다. 긴 심의와 의회 회기는 결국 노예 제도 지지 대표단에게 연방 노예 폐지를 예상하여 여러 주에서 개별 노예 해방 법규를 폐지할 충분한 시간을 허용했다. 이러한 우려의 부산물은 노예 제도 지지 대표단이 개별 노예 해방 법규의 맥락에서 지금까지 "해방된 사람들이 국가에서 제거되어야 한다는 조건"을 요구했다는 것이었다. 매디슨에게 연방 식민화 입법은 더 신중하고 실용적이며 실현 가능하다고 입증되었는데, 그 이유는 노예 제도 지지 대표들이 이미 이에 동의했기 때문이었다. 매디슨의 식민화는 궁극적으로 자발적이 아니라 강제적일 것이며, 이는 다시 ACS 목표와 일치했다.

### 기원
노예제 폐지론자들의 대회는 1833년 12월 4일 필라델피아의 아델피아 빌딩에서 열렸다.:68 대회에는 62명의 대표가 참석했으며, 그중 21명은 퀘이커교도였다. 이 시점에서 미국 노예제 폐지 협회는 당시 노예제 사회를 지지했던 도덕적이고 실질적인 상황에 호소하기 위해 결성되었다. 1833년 12월 4일부터 6일까지 뉴잉글랜드, 펜실베이니아, 오하이오, 뉴욕, 뉴저지에서 온 60명의 대표가 필라델피아에서 전국 노예제 폐지 대회를 개최했다. 베리아 그린이 대회의 의장을 맡았고—아무도 나서려 하지 않았다—, 루이스 태펀과 존 그린리프 휘티어가 서기로 일했다. 한 대회 위원회는 미국 노예제 폐지 협회 헌법과 선언문을 초안했다. 이 둘의 주요 저자는 보스턴에 기반을 둔 신생 신문 리버레이터의 발행인 윌리엄 로이드 개리슨이었다.
새로운 미국 노예제 폐지 협회는 윌리엄 로이드 개리슨에게 조직의 새로운 선언문을 작성할 것을 지시했다. 이 문서는 노예 제도를 비난하고 노예 소유주를 "인간 도둑"이라는 죄를 저지른 것으로 비난한다. 이 문서는 조건 없이 즉각적인 노예 제도 폐지를 요구하며, 미국식민협회의 노력에 비판적이다.:71 동시에 이 단체를 평화주의 단체로 선언하며, 서명자들은 필요하다면 순교자가 될 것에 동의한다.:72
1834년 1월에 시작하여 같은 해 8월에 끝난 이 협회는 노예 제도에 관한 전문 에세이를 담은 월간 간행물인 American Anti-Slavery Reporter를 발행했다.

### 초기 역사
이 협회는 논란의 여지가 있었고 그 활동은 때때로 폭력에 직면했다. 브리태니커 백과사전에 따르면, "협회의 노예제 반대 활동은 종종 폭력적인 대중의 반대에 부딪혔고, 폭도들은 회의에 난입하여 연설자들을 공격하고 인쇄기를 불태웠다."
1834년 7월, 뉴욕에서 패런 폭동이 일어나기 전, 이 협회의 목표가 오해된 것으로 보이며, 이로 인해 노예제 폐지론자들의 집과 재산에 대한 공격이 발생했다. 폭동이 진압된 후, 협회는 공개적으로 다음과 같은 해명을 발표했다.
'미국 노예제 폐지 협회' 집행 위원회와 현재 도시에 없는 주요 지지자들을 대표하여 서명한 우리는 동료 시민들의 주의를 다음 부인에 간절히 요청합니다:— 1. 우리는 백인과 유색인 사이의 혼인을 장려하거나 촉진하려는 어떠한 욕구도 전적으로 부인합니다. 2. 우리는 최근 이 도시에서 유포된 전단지의 언어를 전적으로 부인하고 강력히 반대합니다. 그 전단지는 법에 대한 저항을 선동하려는 경향이 있다고 생각됩니다. 우리의 원칙은 아무리 가혹한 법이라도 평화적인 수단으로 변경될 수 있을 때까지 모든 사람이 따라야 한다는 것입니다. 우리는 이미 밝혔듯이, 연방을 해체하거나, 국가의 헌법과 법률을 위반하거나, 의회에 헌법적 권한을 초월하는 어떠한 행위도 요구할 의도가 없습니다. 의회가 어떤 주에서든 노예 제도를 폐지하는 것은 분명히 헌법적 권한을 초월하는 행위가 될 것입니다. 1834년 7월 12일. 아서 태펀. 존 랭킨

흑인 성직자 시어도어 S. 라이트는 중요한 창립 회원이었고 1840년까지 집행 위원회에서 일했다. 장로교 목사인 라이트는 태펀과 개리슨과 같은 잘 알려진 대변인들과 함께 금주, 교육, 흑인 참정권, 토지 개혁을 주장했다.
라이트에 따르면:
하나님의 형상으로 지어졌음에도 불구하고 저 자신이 겪었고 모든 유색인이 겪는 불편함에 대해서는 아무 말도 하지 않겠습니다. 여행의 불편함에 대해서는 아무 말도 하지 않겠습니다. 우리가 어떻게 눈살을 찌푸리고 경멸당하는지에 대해서도요. 우리가 아무리 품위를 지키려 해도 우리는 가는 곳마다 난처함을 겪습니다. 그러나 이러한 편견은 더 나아갑니다. 그것은 사람들을 천국에서 막습니다. 노예 제도는 사회의 유색인 부분을 종교적 특권으로부터 단절시키고, 사람들은 무신론자가 됩니다. 그들은 당신의 기독교는 무엇이냐고 묻습니다. 당신은 형제들을 어떻게 생각하십니까? 주님의 식탁에서 그들을 어떻게 대하십니까? 이교도에 대해 이야기하고, 성경을 어디에나 유포하기 위해 바다를 건너면서, 문 앞에서 그들을 외면하는 당신의 일관성은 어디에 있습니까? 이러한 것들이 우리를 만나고 우리의 정신을 짓누릅니다....

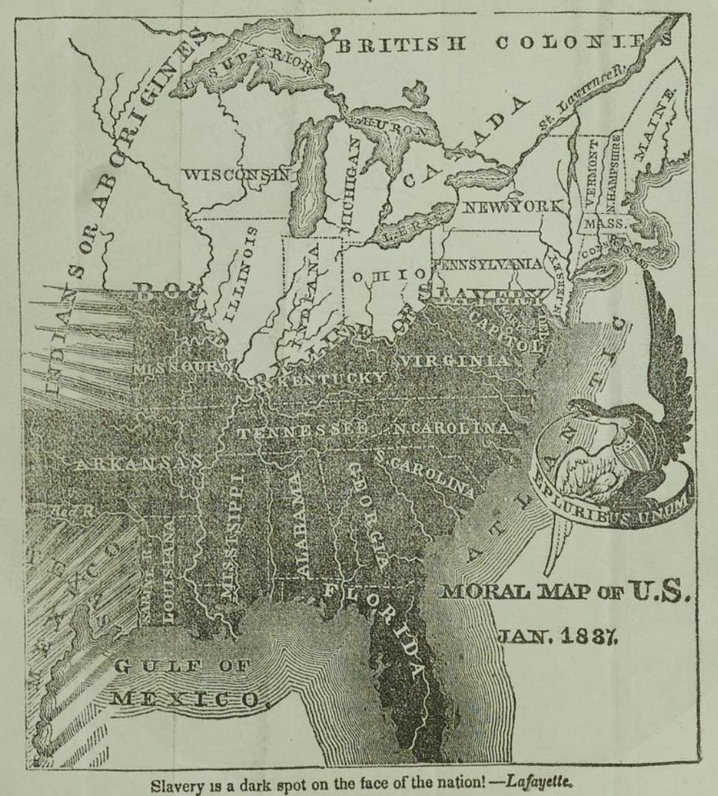
AASS 발행물 '자유의 군단! 그리고 진리의 힘'에 나오는 미국의 도덕 지도

많은 창립 회원들은 노예 제도를 경제적으로 말이 안 된다고 말하며 실용적인 접근 방식을 사용했다. 라이트는 아프리카계 미국인에게 공감을 불러일으키기 위해 종교적 수사를 사용했고, 노예 제도를 도덕적 죄악으로 제시했다.
프레더릭 더글러스는 개리슨이 자신과 의견이 다른 사람들에게 느끼는 좌절감을 보았지만, 개리슨에게 노예 제도가 야기한 편견에 대한 자세한 내용을 설명하는 많은 편지를 썼다. 특히 교회에 대한 편지가 있었다. 더글러스에 따르면:
남부에서는 저는 감리교회의 일원이었습니다. 북부로 왔을 때, 어느 일요일 제가 머물고 있던 마을의 제 교파 교회 중 한 곳에서 성찬식에 참석해야겠다고 생각했습니다. 백인들은 제단 주위에 모였고, 흑인들은 문 옆에 모였습니다. 훌륭한 목사님이 그 근처에 있는 사람들에게 빵과 포도주를 나눠준 후, "이들은 물러가고 다른 이들이 앞으로 나오시오"라고 말했습니다. 이렇게 그는 모든 백인 회원들이 봉사받을 때까지 계속했습니다. 그러고 나서 그는 길게 숨을 쉬고 문 쪽을 바라보며 외쳤습니다. "오시오, 유색인 친구들이여, 오시오! 왜냐하면 여러분도 알다시피 하나님은 사람을 외모로 취하시지 않으시기 때문입니다!" 그 이후로 저는 성찬식을 받으러 그곳에 간 적이 없습니다.

더글러스는 자신의 편지가 개리슨에게 왜 노예 제도를 폐지해야 하는지를 상기시켜 주기를 바랐다. 더글러스의 상기는 개리슨에게 반대하는 사람들의 마음을 편하게 해 주지 못했다.

### 1840년 세계 노예제 폐지 대회
1840년에 미국 노예제 폐지 협회는 다른 당시 노예 폐지론자들과 만나고 교류하기 위해 영국 런던에서 열린 세계 노예제 폐지 대회에 초대되었다. 또한, 이는 각 그룹의 인종 평등에 대한 헌신을 강화하는 데 도움이 되었다. 이 대회에서 여성 대표들은 행사에 참여하는 것이 허용되지 않았고, 단지 갤러리에서 관람만 허용되었다.
여성 노예 폐지론자들을 배제하기로 한 결정은 페미니스트인 루크리셔 모트와 엘리자베스 케이디 스탠턴이 여성 권리 단체를 결성하게 만들었지만, 처음에는 거의 성공을 거두지 못했다. 개리슨은 대회에 늦게 도착했고, 여성들의 참여를 허용하지 않기로 한 결정을 듣고 대회에 들어가지 않기로 결정했다. 그는 갤러리의 여성들과 함께 절차를 지켜보았다. 이것이 여성 참정권 운동의 시초가 되었다.

### 1839-1840년 분열
처음부터 여성들은 이 조직에서 미미한 역할을 했다. 1833년 조직의 첫 모임에는 백인 여성들만이 초대되었고, 그들조차 적극적인 역할에 참여할 수 없었다. 루크리셔 모트, 리디아 화이트, 에스터 무어, 시드니 앤 루이스는 1833년 12월 4일에 참석했지만, 그날 헌법에 서명할 수 있었던 사람은 아무도 없었다. 이 대회에서 그들이 배제된 것은 그 직후에 형성된 여성 주도 단체들의 탄생에 기여했다.
미국 서부에서는 여성들이 미국 노예제 폐지 협회에서 더 중요한 역할을 맡았다. 평등주의적 태도가 더 널리 받아들여졌고 여성들은 "부하가 아닌 동료"로 여겨졌다. 여성들은 지도자 자리를 맡았을 뿐만 아니라 다양한 협회와 대회에 참석했다. 이와 대조적으로, 미국 동부에서는 미국 노예제 폐지 협회에서 여성의 참여가 상당히 논쟁적인 문제가 되었다. 노예제 폐지에 대해 공개적으로 열정적인 여성들은 광신자로 여겨졌다.
1839년, 전국 조직은 기본적인 접근 방식의 차이로 인해 분열되었다. 개리슨과 그의 추종자들은 다른 회원들보다 더 급진적이었다. 그들은 미국 헌법이 노예 제도를 지지한다고 비난했고, 기성 종교에 반대했으며, 조직 책임을 여성과 공유할 것을 주장했다. 여성의 공식적인 참여에 대한 의견 불일치는 조직 해체에 기여한 주요 요인 중 하나가 되었다. 또 다른 쟁점은 노예제 폐지론자들이 별개의 정당으로 정치에 참여해야 하는지 여부였다.

#### 반페미니스트 분열
두 개의 AASS 내부 파벌 사이에서 가장 화해할 수 없는 차이점 중 하나는 두 개의 노예제 반대 협회 사이의 외부 경쟁으로 이어졌다. 소수의 반페미니스트 대표들이 AASS를 떠나 American and Foreign Anti-Slavery Society를 결성했다. 라이트도 그들 중 한 명이었다. 그들은 더 보수적이었고, 조직화된 종교와 전통적인 통치 형태를 지지했으며, 여성들을 리더십에서 배제했다. 최근 연구는 AFASS에 공감했던 나머지 AAAS 회원들을 조사한다. AASS 회의와 더 리버레이터 페이지에서 제시된 그들의 반박, 반론, 변증법은 나중에 남성 및 여성 반대 참정권 운동가, 자유 공화당원, 그리고 1877년 타협에 대한 북동부 지지자들이 차용한 주장과 아이디어를 형성했다. 그러한 아이디어의 선구자들은 남북 전쟁 이후 시대에 종종 소용없이 입장을 바꾸고 진술을 철회했다.

#### 자유당
여성의 역할에 대한 다양한 의견과 함께, 자유당은 정치 과정을 통해 노예제 폐지 의제를 추구하기 위해 1839년에 미국 노예제 폐지 협회에서 분리되어 별도의 노예제 폐지 조직으로 부상했다. 급진주의자로서 개리슨은 시스템 내부에서 싸우는 것이 현명하다고 생각하지 않았다. 서부의 여성들은 정치적 참여에 대해 더 유동적인 접근 방식을 가지고 있었고, 특히 개리슨의 헌법에 대한 완고한 반대에 있어서, 그들은 자유당을 지지하는 데 이끌렸다. 그러나 미국 노예제 폐지 협회의 분열은 노예제 폐지론에 거의 손상을 입히지 않았다.
1840년 5월 12일 뉴욕에서 열린 연례 협회 회의에서 첫 번째 안건은 업무 위원회 임명이었다. 11명이 선정되었고, 윌리엄 개리슨이 위원장이었다. 그 중 한 명은 여성인 애비 켈리였다. "켈리 양을 임명하는 투표가 의심되자, 회장은 분열되었고, 개표 결과 557명이 찬성하고 451명이 반대했다. 루이스 태펀, 아모스 A. 펠프스, 그리고 찰스 W. 데니슨은 켈리 양의 위원회 위원 임명을 언급하며 각각 이유를 들어 위원회 근무 면제를 요청했다. 그들은 면제되었다."

### 쇠퇴와 해체
국가 지도부의 AASS 분열 이후, 1840년대와 1850년대 AASS 활동의 대부분은 주 및 지역 사회에서 이루어졌다.
노예제 폐지 문제는 자유토지당 (1848–1854)과 이후 공화당 (1854년 창당)을 통해 미국 정치의 주류로 편입되었다.
1870년, 미국 노예제 폐지 협회는 남북 전쟁, 노예 해방 선언, 그리고 미국 헌법 수정 제15조 이후 공식적으로 해체되었다.

## 지도부
미국 노예제 폐지 협회의 초대 집행 위원회는 아서 태펀 (회장), 아브라함 L. 콕스 (기록 비서), 윌리엄 그린 (재무), 엘리저 라이트 (국내 통신 비서), 그리고 윌리엄 로이드 개리슨 (해외 통신 비서)을 포함했다.
윌리엄 로이드 개리슨은 1833년 미국 노예제 폐지 협회의 창립자 중 한 명이었다. 협회를 설립하기 2년 전, 개리슨은 '더 리버레이터'를 발행하기 시작했다. 이 노예제 폐지론 신문은 모든 노예의 즉각적인 해방을 주장했으며, "우리 조국은 세계 – 우리 동포는 인류"라는 슬로건 아래 운영되었다. 1840년 애비 켈리의 협회 업무 위원회 임명과 노예제 폐지를 제1세대 여성주의와 결합하려는 노력 (그리고 어느 정도는 아프리카계 미국인 지도자들의 역할에 대한)을 둘러싼 협회 분열 후 2년 이내에, 전 협회 회장과 그의 형제, 그리고 그들의 지지자들은 미국 노예제 폐지 협회에서 탈퇴했다. 이들은 나중에 경쟁 단체인 American and Foreign Anti-Slavery Society를 설립했다. 6명의 아프리카계 미국인 남성 또한 반대파 협회로 탈퇴했는데, 이는 주로 미국 노예제 폐지 협회에서 여성 지도력과 백인 여성주의가 혼동될 가능성 때문이었다. 전미 여성 참정권 협회의 형성 및 엘리자베스 케이디 스탠턴이 주간지 더 레볼루션에서 주장한 인종-민족적 "하위 계층" 주장은 이러한 남성들 중 일부에게 어느 정도 이러한 두려움을 실증했다.
프레더릭 더글러스는 내부 분열과 개리슨이 협회 회장으로 임명된 직후 미국 노예제 폐지 협회에 가입한 흑인 운동가 중 한 명이었다. 더글러스는 1841년에서 1842년 사이에 매사추세츠 노예제 폐지 협회에서 활발히 활동했다. 그는 1843년부터 미국 노예제 폐지 협회 강연 순회에 참여했다. 노예로 태어난 더글러스는 탈출하여 뉴베드퍼드, 보스턴, 뉴욕으로 향했다. 그는 노예제 폐지 운동의 저명한 대변인이 되는 데 필요한 글쓰기 및 언어 능력을 개발했다. 그는 세네카 폴스 대회에서도 연방 여성 참정권 결의안을 지지했다. 재건 시대 동안 더글러스는 미국 수정 헌법 제15조에 여성 포함을 지지했던 것을 철회했는데, 이는 여성 참정권 조항이 여러 주에서 비준을 막을 것을 우려했기 때문이었다.
프랜시스 잭슨, 존 브라운의 습격대원 프랜시스 잭슨 메리엄의 할아버지는 협회의 회장이었다.

## 출판물
미국 노예 제도 및 폐지 백과사전에 따르면, 웰드는 1833-1835년에 관리자 직책을, 1839-1840년에 통신 비서 직책을 맡았다. 애플턴 미국 인명 사전은 "1836년에 그는 ... 미국 노예제 폐지 협회로부터 서적 및 팜플렛 편집자로 임명되었다"고 명시하고 있다.
- Thome, James A. (1838). 《서인도 제도의 해방: 1837년 안티과, 바바도스, 자메이카 6개월 여행》. New York: American Anti-Slavery Society.
- 1839년에 협회는 시어도어 D. 웰드와 그의 아내 안젤리나 그림케, 그리고 그녀의 여동생 사라 그림케가 쓴 American Slavery as It Is: Testimony of a Thousand Witnesses를 출판했다. 이 책에서 협회의 주소는 뉴욕 나소 스트리트 143번지로 명시되어 있다. 시어도어 웰드에게 보내는 우편물은 그곳으로 보낼 수 있었다. 이 책은 가장 광범위한 노예제 반대 서적으로, 나중에 해리엇 비처 스토의 톰 아저씨의 오두막에 영감을 주었다. 이 책에서 웰드는 노예들의 생활 환경, 음식, 그리고 직접적인 증언을 포함하여 노예들의 학대에 대한 생생한 묘사를 통해 노예 제도의 공포를 기술하고 있다.[38] 미국 노예들의 대우#American Slavery As It Is (1839)를 참조하라.
- 더 리버티 벨, 보스턴 여성 노예제 폐지 협회와 공동 발행.
- 자유의 군단! 그리고 진리의 힘, 일부 저명한 노예제 폐지론자들의 생각, 말, 행적을 담은 출판물.[39]

## 같이 보기
- 미국의 아프리카계 미국인 건국 아버지들
- The Slave's Friend

## 더 읽어보기
- Brown, Ira V. "Pennsylvania, 'Immediate Emancipation,' and the Birth of the American Anti-Slavery Society". Pennsylvania History 54.3 (1987): 163–178. online
- Chamberlain, Adam. "Group Presence, Population, and Interest Group Theory: A Case Study of the American Anti-Slavery Society". Social Science Quarterly 101.2 (2020): 989–1003.
- Matsui, John. "Kindling Backfires: Cultivating a National Antislavery Movement, 1836–1838". Slavery & Abolition 34.3 (2013): 465–484.
- Muelder, Owen W. Theodore Dwight Weld and the American Anti-Slavery Society (McFarland, 2011).